# Fiq (Siria)

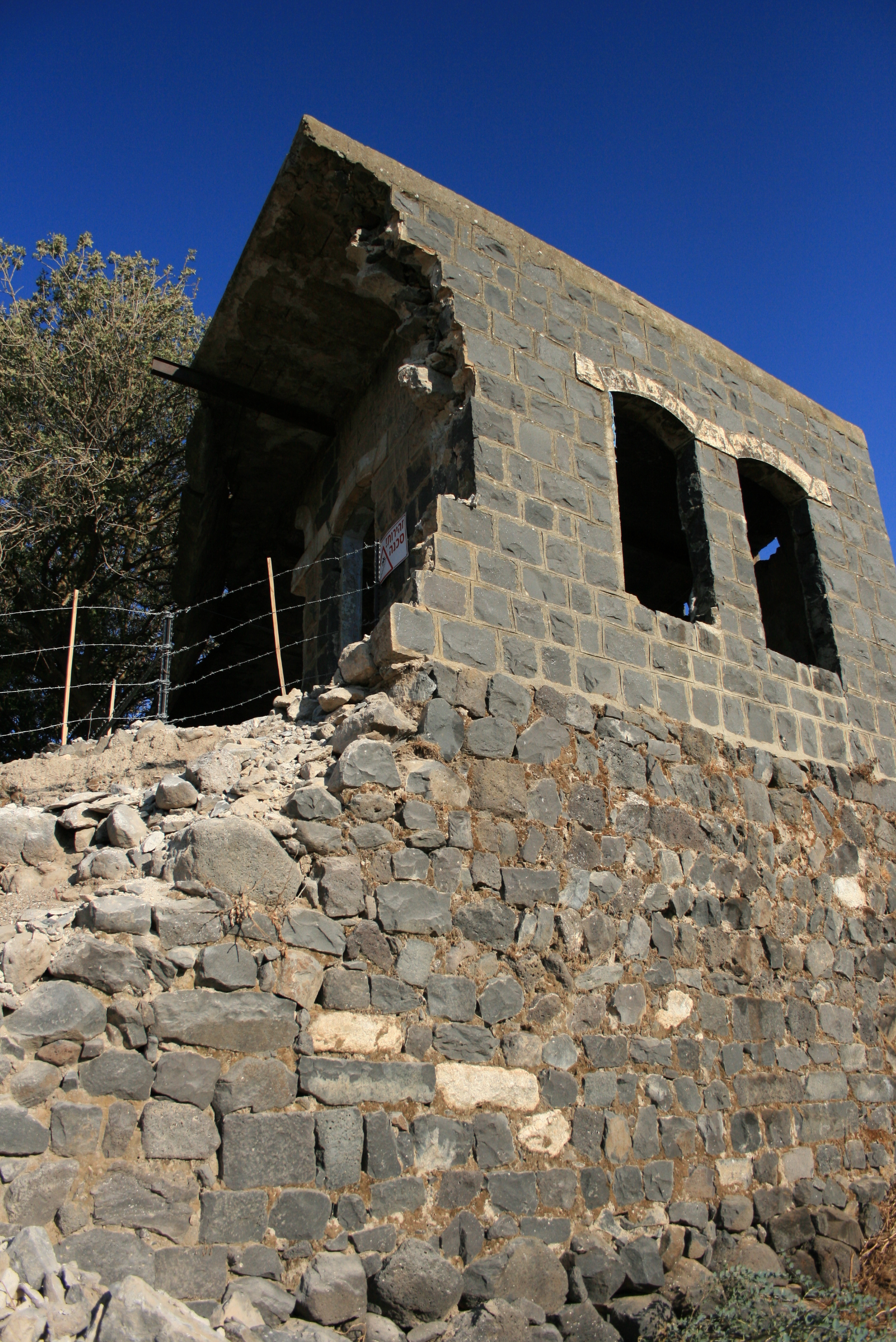
Restos de una casa de Fiq.

Fiq (en árabe: فيق‎) fue un pueblo sirio de los Altos del Golán que pertenecía administrativamente a la Gobernación de Quneitra. Se situaba a una altitud de 349m sobre el nivel del mar y tenía una población de 2800 habitantes en 1967. Era el centro administrativo del distrito de Fiq en la Gobernación de Quneitra. A raíz de la Guerra de los Seis Días en junio de 1967, fue evacuado y se construyó el asentamiento israelí del kibutz Afik a proximidad.

## Historia
Fiq era un pueblo antiguo de una superficie de unos 100 dunams, situado sobre una colina artificial. Se descubrieron allí numerosas inscripciones en latín y en griego.
Fiq se encontraba sobre una de las pocas rutas que conectaban Galilea con los Altos del Golán y que constituían una importante red de carreteras entre Siria y Egipto. En la parte más baja de la carretera los ayubíes construyeron un khan a principios del siglo XIII, Khan al-'Aqabah, cuyas ruinas aún son visibles. Al alcanzar la meseta, la carretera atravesaba varias aldeas pero la variante que atravesaba Fiq no se dirigía hacia Damasco, al norte, sino hacia la región de Hauran.
Alrededor de 1225, el geógrafo Yaqut apuntó que el convento de Dayr Fiq era un lugar muy venerado por los cristianos y frecuentado por los viajeros.
En 1596 Fiq aparece en los registros fiscales otomanes como parte del nahiya de Jawlan Garbi, en el Qada de Hauran. Su población era musulmana y contaba 16 familias y 9 solteros. Se pagaban impuestos sobre el trigo, la avena, las cosechas veraniegas, los olivos, las cabras y las colmenas.
En 1806, el explorador alemán Seetzen describe Fiq como un pueblo de 100 casas de basalto, 4 de ellas habitadas por cristianos y las demás por musulmanes.
En 1875, el explorador francés Victor Guérin nota que Fiq estaba dividido en cuatro barrios, cada uno administrado por su propio sheik. La mayor parte de las casas contenían restos de edificaciones antiguas. El pueblo disponía de agua en abundancia.
Cuando Gottlieb Schumacher estudió la región en la década de 1880, describió Fiq como un pueblo de unos 400 habitantes. Tenía alrededor de 160 casas de piedra de una calidad constructiva "aceptable", de las que 90 estaban inocupadas.
Cuando Israel ocupó la zona en la guerra de los Seis Días, empezarón a destruir pueblos sirios de los Altos del Golán. Despoblaron y destruyeron Fiq en 1967. El pueblo tenía entonces una población de unos 2800 habitantes.